# Peter Bloom
Pour les articles homonymes, voir Bloom.
Peter Bloom (1943) est professeur de lettres du Smith College de Northampton, dans le Massachusetts. Il est un spécialiste reconnu de Berlioz.

## Biographie
Peter Bloom obtient son Baccalauréat en musique au Swarthmore College, son doctorat en musicologie à l'Université de Pennsylvanie et étudie le hautbois avec John de Lancie à l'Institut Curtis à Philadelphie. 
Il enseigne ensuite au Smith College, dès 1970. Il se spécialise dans les compositeurs Européens du XIXe siècle et publie sur Robert Schumann, Richard Wagner et Claude Debussy, mais il est surtout connu pour ses livres, éditions et essais sur la vie et l'œuvre d'Hector Berlioz en faisant paraître notamment deux ouvrages collectifs, réunissant les plus éminents spécialistes actuels.
En 1982 et 2000, au Smith College, il organise des conférences internationales sur Berlioz et son époque, et de 1997 à 2003, il est membre du Comité international Hector Berlioz à Paris, qui organise cinq conférences internationales pour célébrer le bicentenaire de la naissance du musicien et parmi d'autres choses, a essayé de transférer les restes de Berlioz du cimetière Montmartre, au Panthéon, pour rejoindre d'autres héros et intellectuels de l'histoire de France. Le président Jacques Chirac, après avoir d'abord accepté le transfert, a changé d'avis,.
En mars 2012, Bloom est conseiller pour « le Paris de Debussy : l'Art, la Musique et les sons de la Ville » (Debussy's Paris: Art, Music, & Sounds of the City) une exposition d'art sonore et visuelle, tenue au Smith College Museum of Art, sur le compositeur Claude Debussy et le Paris de la Belle Époque.

## Œuvres

### Éditeur
- (en) Music in Paris in the eighteen-thirties, Pendragon Press, 1987 (OCLC 310824181)
- (en) Berlioz Studies, Cambridge University Press, 1992
- (en) The Cambridge Companion to Berlioz, Cambridge University Press, 2000
- (en) Berlioz, Past, Present, Future, Rochester, Rochester Press, coll. « Eastman Studies in music », 2003 (ISBN 1-58046-047-X, ISSN 1071-9989)
- Hector Berlioz, Grand traité d'instrumentation et d'orchestration modernes, Bärenreiter 2003 (OCLC 474318051)
- Hector Berlioz (sous la direction de Peter Bloom, Joël-Marie Fauquet, Hugh J. Macdonald et Cécile Reynaud), Nouvelles lettres de Berlioz, de sa famille, de ses contemporains, Arles/Venise, Actes Sud/Palazzetto Bru Zane, 2016, 792 pages (ISBN 978-2-330-06255-2)

### Écrits
- À propos de la vie matérielle et de la condition sociale d’Hector Berlioz avec Hervé Rober, La Côte-Saint-André : Association Nationale Hector Berlioz, 1995
- (en) The Life of Berlioz, Cambridge University Press, 1998 (OCLC 807504044)

### Articles
- « Une Lecture de Lélio ou le Retour à la vie de Berlioz », dans Revue de musicologie, no 63 (1977), p. 89–105
- « La Mission de Berlioz en Allemagne : Un document inédit », dans Revue de musicologie no 66 (1980), p. 174–187
- (en) « In the shadows of Les Nuits d’été », dans Berlioz Studies, éd. Peter Bloom, Cambridge University Press, 1992, p. 81–111
- « Berlioz and Wagner: Épisodes de la vie des artistes », dans The Cambridge Companion to Berlioz, éd. Peter Bloom, Cambridge University Press, 2000, p. 235–250
- « Berlioz à la conquête des institutions », dans Catherine Massip et Cécile Reynaud (éd.), Berlioz : La Voix du romantisme, Paris, Fayard, coll. « BnF », 2003 (ISBN 2-213-61697-3), p. 59–67
- « Les Portraits de Cherubini et Fétis par Berlioz », dans Revue belge de musicologie, novembre 2008, p. 115–126
- « Berlioz concepteur d’instrumentation et d’orchestration modernes », dans Analyse musicale, no 72, décembre 2013, p. 58–66.

### Éditions musicales
- Hector Berlioz, Les Nuits d’été, Éditions musicales du Marais, 1992 (OCLC 857383276)